# 1954 en sports équestres
Chronologie des sports équestres
- 1953 en sports équestres - 1954 en sports équestres - 1955 en sports équestres

Cet article présente les faits marquants de l'année 1954 en sports équestres.

## Événements

### Année
- 2e édition du championnat d'Europe de concours complet d'équitation 1954 à Bâle (Suisse) qui est remportée par Albert "Bertie" Hill sur Crispin en individuel et par l'équipe du Royaume-Uni[1].